# 石兼公博
石兼 公博（いしかね きみひろ、1958年（昭和33年）1月4日 - ）は、日本の外交官、裁判官。外務省アジア大洋州局長、外務省総合外交政策局長、カナダ駐箚特命全権大使兼国際民間航空機関代表部大使を経て、国際連合日本政府代表部在勤特命全権大使。2023年（令和5年）末に同職を依願退官したのち、2024年（令和6年）4月17日、長嶺安政の後任として最高裁判所判事に就任。

## 経歴・人物
山口県出身。ラ・サール中学校・高等学校を経て、1980年（昭和55年）10月東京大学法学部在学中に外務公務員採用上級試験に合格する。1981年（昭和56年）東大法学部第二類を卒業して、外務省に入省した。
- 1996年（平成8年）6月 駐仏大使館一等書記官
- 1998年（平成10年）1月 駐仏大使館参事官
- 1998年（平成10年）9月 外務省総合外交政策局科学原子力課国際科学協力室長
- 1999年（平成11年）8月 外務省中近東アフリカ局アフリカ第一課長
- 2001年（平成13年）1月 外務省中東アフリカ局アフリカ第一課長
- 2001年（平成13年）8月 外務省大臣官房兼内閣事務官、福田康夫内閣官房長官秘書官事務取扱
- 2003年（平成15年）8月 外務省経済協力局有償資金協力課長
- 2004年（平成16年）8月 在アメリカ合衆国日本国大使館参事官
- 2005年（平成17年）7月 駐米公使
- 2007年（平成19年）9月 外務省国際協力局政策課長
- 2007年（平成19年）9月 内閣総理大臣秘書官
- 2008年（平成20年）9月 外務省大臣官房総務課長
- 2009年（平成21年）7月 外務省大臣官房参事官兼アジア大洋州局、アジア大洋州局南部アジア部
- 2011年（平成23年）9月 外務省大臣官房審議官兼アジア大洋州局、アジア大洋州局南部アジア部[2]
- 2012年（平成24年）1月 東南アジア諸国連合（ASEAN）政府代表部大使
- 2014年（平成26年）1月17日 外務省国際協力局長[3]
- 2015年（平成27年）10月16日 外務省アジア大洋州局長[4]
- 2016年（平成28年）6月14日 外務省総合外交政策局長[5]
- 2017年（平成29年）9月22日 カナダ兼国際民間航空機関代表部大使[6]
- 2019年 (令和元年) 10月8日 国際連合日本政府代表部大使[7][8]
- 2023年 (令和5年) 12月26日 依願退官[9]
- 2024年 (令和6年) 4月17日 最高裁判所判事
- 2024年（令和6年）10月27日 最高裁判所裁判官国民審査において、罷免を可とする票5,439,056票、有効票のうち罷免を可とする率10.01%で信任[10]。

## 同期
- 兼原信克（14年国家安全保障局次長兼務・12年内閣官房副長官補）
- 泉裕泰（19年日本台湾交流協会台北事務所長・17年バングラデシュ大使）
- 上月豊久（15年ロシア大使）
- 岡村善文（19年OECD大使・17年人権人道担当大使）
- 山田彰（17年ブラジル大使・14年メキシコ大使）
- 上村司（21年日本国政府代表（中東和平担当特使）、17年サウジアラビア大使）
- 佐藤地（17年駐ハンガリー大使・15年ユネスコ大使）
- 側嶋秀展（19年ミクロネシア大使・16年ザンビア大使）
- 香川剛廣（18年国際貿易・経済担当大使・15年エジプト大使）
- 高岡正人（19年クウェート大使・16年モンゴル大使・13年シドニー総領事・12年イラク大使）
- 高木昌弘（21年駐ドミニカ共和国大使・20年クリチバ総領事）
- 冨田浩司（21年駐米大使・19年韓国大使・15年イスラエル大使）
- 川村裕（24年依願免職・20年ノルウェー大使・18年沖縄大使・14年コートジボワール兼トーゴ兼ニジェール大使）
- 川村泰久（19年カナダ大使）
- 嘉治美佐子（19年クロアチア大使・14-17年ジュネーヴ代表部大使）
- 宮島昭夫（20年ポーランド大使・17年トルコ大使）
- 重枝豊英（15年リトアニア大使）
- 石井哲也（17年トンガ大使）
- 岡田誠司（20年バチカン大使・17年南スーダン大使）
- 冨永純正（14年青年海外協力協会会長・11年コンゴ民主共和国大使）
- 奥克彦（イラク日本人外交官射殺事件犠牲者[11]、03年殉職のため大使の称号付与）
- 伊藤光子（15年世界の子どもにワクチンを日本委員会事務局長）
- 福嶌教輝（21年駐メキシコ大使・15年駐アルゼンチン大使）
- 福嶌香代子（19年ナッシュビル総領事）